# Spiktjärnen, Västerbotten
Spiktjärnen är en sjö i Vindelns kommun i Västerbotten och ingår i Umeälvens huvudavrinningsområde. Sjön har en area på 0,129 kvadratkilometer och ligger 237,5 meter över havet. Sjön avvattnas av vattendraget Spiktjärnbäcken. Vid provfiske har abborre fångats i sjön.

## Delavrinningsområde
Spiktjärnen ingår i det delavrinningsområde (715158-166323) som SMHI kallar för Mynnar i Vindelälvens vattendragsyta. Medelhöjden är 250 meter över havet och ytan är 1,76 kvadratkilometer. Det finns inga avrinningsområden uppströms utan avrinningsområdet är högsta punkten. Spiktjärnbäcken som avvattnar avrinningsområdet har biflödesordning 3, vilket innebär att vattnet flödar genom totalt 3 vattendrag innan det når havet efter 123 kilometer. Avrinningsområdet består mestadels av skog (78 procent). Avrinningsområdet har 0,13 kvadratkilometer vattenytor vilket ger det en sjöprocent på 7,4 procent.